# Ferdinand-Joseph Derons

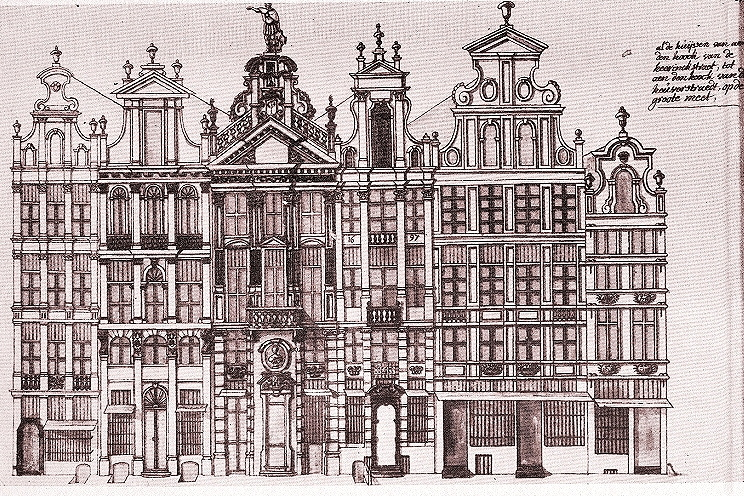
Huizenrij op de Grote Markt met rechtsboven aantekeningen.

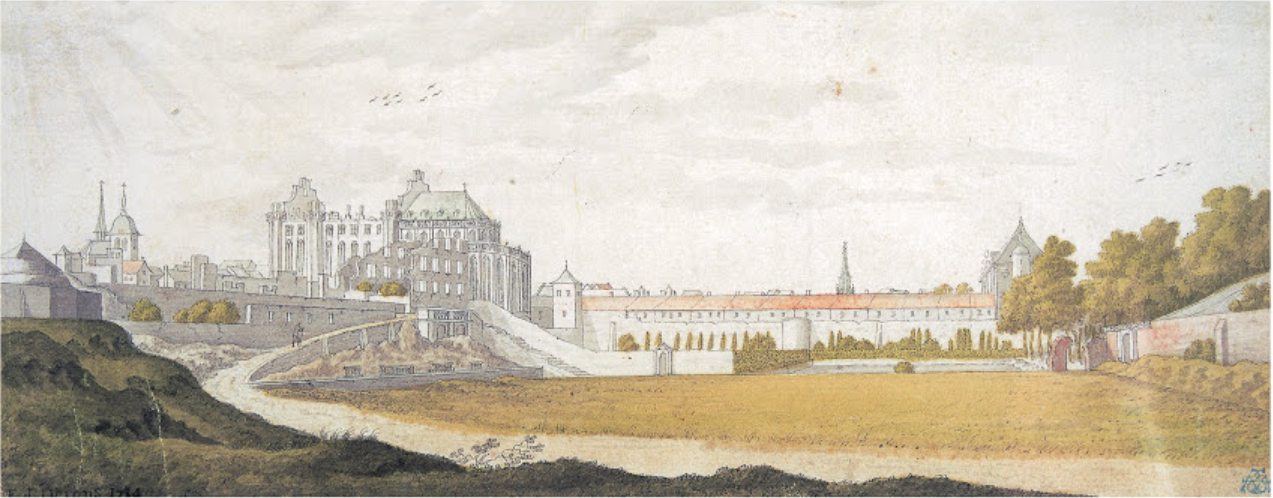
Het afgebrande hof gezien vanuit het park (1734)

Ferdinand-Joseph Derons of De Rons (Brussel, gedoopt 4 september 1700 – 1762) was een Brabants aquarellist en landschapstekenaar.

## Levensloop
Hij was het vierde kind van organist Michel Derons en zijn vrouw Jeanne-Françoise Jamain, die hem ten doop hielden in de Sint-Gorikskerk. Ferdinand maakte een passage aan de kunstacademie van Brussel, zoals blijkt uit een vluchtige vermelding in de rekeningen van 1719. Het is niet geweten of tekenen zijn enige activiteit was. In de volkstelling van 1755 is zijn beroep opgegeven als schilder. Het jaar voordien was Derons getuige op de trouw van schilder Andreas Martin. De twee lijken lang bevriend en geassocieerd te zijn geweest. Derons woonde en werkte bij Martin in een huis in de Sint-Annastraat dat een atelier, boekenwinkel en verkoopsgalerij omvatte. Hij stierf er in 1762.

## Werk
Zijn gekende werk, waarvan sommige items niet formeel geïdentificeerd zijn, situeert zich tussen 1723 en 1760. Hij reproduceerde minutieus stadsgezichten en landschappen waarop lusthoven en landgoederen van de begoede klasse te herkennen zijn, tot een twintigtal kilometer buiten de stadswallen. Ongetwijfeld handelde Derons in opdracht van adel, clerus, hoge functionarissen en burgers, of op bestelling van verzamelaars. Het oeuvre van Derons is lang genegeerd en als mineur beschouwd, maar wordt tegenwoordig bestudeerd omwille van de onmiskenbare documentaire waarde.
Aan het eind van de 19e eeuw hadden vijf aquarellen van zijn hand uit 1727 grote invloed op het uitzicht van Brussel. Het stadsbestuur had ze in 1853 aangekocht en burgemeester Karel Buls maakte er nu gebruik van om een getrouwe restauratie van de Grote Markt te ondernemen. In de 150 jaar die verstreken waren sinds de tekeningen van Derons, waren tal van huizen decoratieve elementen kwijtgeraakt. Terwijl Augustin Coppens de ruïnes van de gebombardeerde stad had weergegeven, had F.-J. Derons zich toegelegd op het illustreren van de reconstructie.
In een andere reeks toonde hij vanuit verschillende gezichtshoeken het in 1731 afgebrande Coudenbergpaleis.
Een favoriet onderwerp was de haven van Brussel, bv. de Hooikaai en het Stapelhuisdok op een doek uit 1728.